# Hypostomus pusarum
Hypostomus pusarum es una especie de peces de la familia Loricariidae en el orden de los Siluriformes.
Pode ser chamado de diferentes nomes como: boi de guará, acari, uacari, caximbau, bodó, acari-bodó e cari.

## Morfología
Los machos pueden llegar alcanzar los 20,3 cm de longitud total.

## Distribución geográfica
Se encuentran en Sudamérica: norte de Brasil.